# Иевлевич, Фома Яковлевич
Фома, Хома, Томаш Яковлевич Иевлевич (пол. Tomasz Jewlewicz; Могилёв, Речь Посполитая — не позднее 1647 года, место смерти неизвестно; предпол. Краков, Речь Посполитая) — культурный и религиозный деятель Речи Посполитой, поэт, гуманист и философ, автор софиологической поэмы-воззвания к православному населению Юго-Западной Руси «Лабиринт», написанной на польском языке. Ректор Киевской братской школы.

## Биография
Родился в Могилёве в семье православного шляхтича. Учился в Краковской академии, которую окончил в 1625 году.
В 1628—1631 годах — ректор Киевской братской школы. После образования Киево-Могилянского коллегиума (1632) возвратился в Могилёв.

## Творчество
Среди произведений Евлевича — известная польскоязычная поэма «Лабиринт», отмечена ярко выраженной ренессансно-гуманистической направленностью, в частности в толковании исторического процесса как следствия разумной или неразумной деятельности определённого народа и его руководящей элиты, а не  Божественным проведением.
Главная героиня произведения — абстрактная персонифицированная категория «мудрость», способная действовать на уровне мировой истории, истории отдельных народов, определённых состояний и отдельных индивидов. Уважительное отношение к мудрости и её наставлениям в княжескую эпоху привело, по мнению Иевлевича, к величию и расцвету Киевской Руси, обеспечило процветание её городов, в первую очередь — Киева и Галича. Обращение к мудрости, взращивание своих обычаев и веры, развитие образования, поддерживаемой щедрыми меценатами, способны, как утверждает Иевлевич, вернуть утраченное могущество, возродить древнюю славу.
В поэме в косвенной форме высказана идея правителя как «философа на троне». Представитель ренессансного гуманизма, Иевлевич воспринимает окружающую природу как объект эстетического наслаждения. Признаком культуры Ренессанса в произведении также является постоянное присутствие в том или ином контексте персонажей античной мифологии.

## Література
- Крекотень В. І. Євлевич Хома // Українська літературна енциклопедія. — Т. 2. — К., 1990. — С. 177—178.
- Крекотень В. І. З історії українсько-білоруського літературного співробітництва в першій половині XVII ст. (Поема Хоми Євлевича «Лабіринт») // Українська література XVI—XVII ст. та інші слов’янські літератури. — К., 1984.
- Нічик В. М. Реформаційні й гуманістичні ідеї в братських школах // Нічик В. М., Литвинов В. Д., Стратій Я. М. Гуманістичні і реформаційні ідеї на Україні. — К., 1991.
- Старостенко В. В. «Лабиринт» Фомы Иевлевича: Из истории национально-культурной и религиозной жизни Могилёва и Беларуси конца XVI — первой половины XVII вв. / В. В. Старостенко — Могилев: МГУ им. А. А. Кулешова, 1998. — 60 с.
- Стратій Я. Євлевич Хома (Томаш) Якович // Філософська думка в Україні: Біобібліографічний словник. — К., 2002